# Хинтер-Шелленберг
Хинтершелленберг — деревня в Лихтенштейне (также район Шелленберга), находящаяся очень близко к австрийской границе и принадлежащая муниципалитету Шелленберг. В ней расположен «Русский памятник» — памятник воинам дивизии «Руссланд». Памятник увековечивает факт предоставления убежища в Лихтенштейне примерно пятистам русским коллаборационистам, которых впоследствии согласилась принять Аргентина.

## Галерея
- Вид на деревню
- Часовня святого Георгия